# Andrej Beloborodov
Andrej Jakovlevič Beloborodov o Bessborodoff (in russo Андрей Янкович Белобородов?; Tula, 16 dicembre 1886 – Roma, 24 febbraio 1965) è stato un pittore e architetto russo.

## Biografia
Andrej Beloborodov nacque a Tula, nel 1886, dove trascorse l'infanzia, nei pressi della tenuta Jasnaja Poljana di Lev Tolstoj. Terminò nel 1915 gli studi all'Accademia Imperiale di Belle Arti di Pietroburgo, dove gli venne assegnato il "Grand Prix de Rome".
Scoppiata la rivoluzione, si rifugiò all'estero e, dopo una breve sosta in Italia, si stabilì a Parigi, dove eseguì vari lavori, anche nel castello di Caulaincourt. 
All'inizio degli anni venti visitò diverse volte la Costiera amalfitana e realizzò il ciclo di incisioni Le Golfe de Salerne, edizione d'arte pubblicata solo nel 1951 con una tiratura di 25 copie e con un testo inedito di Paul Valéry.
Disegnò edizioni di lusso, come Rome di Maurice Paléologue, e la sua opera artistica fu apprezzata da vari critici, tra cui Henri de Régnier, Paul Valéry, Jean-Louis Vaudoyer. Trasferitosi a Roma nel 1934, intessé rapporti con vari artisti, come De Chirico e Šiltjan, e allestì molte mostre personali, dedicate alle immagini di diverse città italiane e "all'Italia immaginaria" del ciclo "La Grande Isola". Varie tele furono acquistate dal Museo di Roma, altre furono trasferite in altri paesi europei e del mondo. 
Come architetto costruì, in via di Parco Pepoli, la Villa Sandoz, che pure decorò con suoi quadri. Nel 1961 l'editore Bestetti pubblicò le sue Vedute di Roma, con presentazione di Henri de Régnier e una breve guida di Jean Neuvecelle, in un'edizione trilingue francese, inglese e italiano. Fu sepolto nella Piramide di Cestio.